# Pitlochry (Schiff)
Viermastbark Pitlochry, Bau No. 96, 1894

Link zum Bild

Die Pitlochry [pɪtˈloxrɪ] war eine stählerne Viermastbark, die, 1894 in Dundee, Schottland, gebaut, für die Reederei F. Laeisz fuhr. 1913 sank sie nach einer Kollision mit dem Dampfer Boulama südlich der Einfahrt in den Ärmelkanal auf der Reise nach Chile.

## Beschreibung
Der große Windjammer, benannt nach der Stadt Pitlochry in Schottland, hatte dem damaligen Standard gemäß einen Stahlrumpf aus vernieteten Platten auf Stahlspanten und einen Kollisionsschott im Vorschiff. Sie wurde als Dreiinselschiff gebaut, dessen Mittschiffsinsel auch als Liverpoolhaus bezeichnet wird. Drei Großluken, eine vor dem Besanmast und jeweils eine vor und achtern (hinter) der Mittschiffsinsel führten zu den Laderäumen, dazu eine kleinere vor dem Fockmast. Vier Rettungsboote waren paarweise jeweils hinter dem Fockmast und vor dem Besanmast an Davits verstaut.
Typisch für ein Segelschiff aus Großbritanniens Werften war das nach achtern viertelkreisförmig abgedeckte Heckruderhaus. Sie führte ein modernes Standardrigg mit doppelten Mars- und Bramrahen, darüber Royalrahen. Manche Quellen beschreiben den Großsegler mit Jubiläumsrigg, also ohne Royalsegel, was aber durch Fotos widerlegt werden kann. Der Besanmast war als Pfahlmast (Untermast und Besanstenge ein Stück) mit zwei Gaffeln ausgeführt.
Der Schiffsrumpf war in den Laeisz'schen Farben schwarz-weiß-rot gestrichen: Schwarz das Überwasserschiff mit weiß abgesetzter Mittschiffsinsel, weiß der Wasserpass und rot das Unterwasserschiff. Sie war ein sehr schnelles, schönes Schiff, hervorragend konstruiert; Linien- und Segelriss, Deckaufteilung und Takelage waren optimal aufeinander abgestimmt, wie Kapitän Robert Miethe formulierte. Ausgezeichnete Segeleigenschaften wurden ihr von ihren Kapitänen attestiert, leicht und prompt reagierte sie auf das Ruder. Die Kapitäne Hinrich Nissen und Robert Miethe führten sie wie eine große Segeljacht.
Die Viermastbark war ursprünglich von Alexander Stephen and Sons in Dundee auf eigene Rechnung gebaut worden, Carl Laeisz kaufte sie vom Helling herab. Sie war mit 3.111 BRT vermessen, konnte bis 4.724 t / 4.650 ts (1 ts (Tonne) = 1,01605 t) Fracht aufnehmen und war bei Indienststellung die größte FL-Einheit.

## Geschichte
Wie die überwiegende Mehrzahl der Laeisz-Segler fuhr sie – mit Ausnahme einer Weltreise 1898 unter Kapitän Georg Schlüter (1850–1931) über Philadelphia, Hiogo, Valparaíso – ausschließlich auf der „Salpeterroute“ Europa-Chile und machte viele gute und schnelle Reisen. Der legendäre Segelschiff-Kapitän Robert Hilgendorf war ihr erster Schiffsführer und segelte sie auf der Jungfernreise nach Valparaíso und über Iquique mit einer Salpeterladung zurück nach Hamburg, wo er die Fünfmastbark Potosi übernahm.
Als einer der wenigen Großsegler schaffte die Pitlochry die Fahrt vom Englischen Kanal nach Valparaíso in 58 Tagen (1902) unter Kapitän Hinrich Nissen. Am 24./25. September 1905 erlitt die große Bark unter Kapitän Carl Victor Jessen eine Teilentmastung (Klüverbaum, Fockmast, Großmastmarsstenge und Kreuzbramstenge) in schwerem Orkan vor Kap Hoorn und segelte unter Notrigg nach Montevideo zurück. Nach zehn Tagen nahm der britische Dampfer Junna den Segler am 5. Oktober 1905 auf den Haken und schleppte ihn zur Reparatur in den Montevideoer Hafen ein. Die Wiederherstellung sollte Monate in Anspruch nehmen. Schließlich konnte die Reise zur Westküste erfolgen und die Rückreise mit Salpeter von Talcahuano nach Hamburg im Frühjahr 1907 beendet werden.
1908 übernahm Kapitän Robert Miethe die große Bark. Als er im selben Jahr bei bestem Wetter den Ärmelkanal nach Süden durchfuhr und das englische Seebad Brighton in Sicht kam, hielt Kapitän Miethe auf die Küste zu und änderte durch Halsen im letzten Moment – wenige Schiffslängen vor dem menschenerfüllten berühmten Pier – den Kurs aufs Meer zurück. Die Badegäste konnten die Kommandos sowie das Rennen der Matrosen an Deck hören und waren begeistert von dem Manöver eines unter Vollzeug auf sie zusegelnden und dann abdrehenden riesigen Windjammers. Sie jubelten und klatschen so laut, dass im Gegenzug die Mannschaft an Bord den Applaus deutlich hören konnte. Miethe sagte, solch eine Gelegenheit, bei bestem Segelwetter küstennah so spektakulär zu operieren, käme im Leben nur einmal vor. Im Jahr 1909 bewies das Schiff wiederum seine Segeleigenschaften unter Kapitän Robert Miethe, der mit der großen Bark wegen eines aufkommenden Sturmes keinen Lotsen in Cuxhaven erhielt, weder Wenden (Sturm) noch Halsen (kein Raum) konnte, um auf die offene See zurückzusegeln, und so die Elbe hinauf nach Hamburg an drei von damals fünf Feuerschiffen vorbeifuhr und bei Nebel und Dämmerung den letzten Ankerplatz vor dem Hafen fand. Am Folgetag staunten die Kapitäne der dort ebenfalls den Sturm abwetternden Dampfer nicht schlecht, einen großen Viermaster an dieser Stelle (ohne Schlepper und Lotse) ankern zu sehen.
Nach 19-jähriger Dienstzeit, einer Weltumsegelung und 23 Rundreisen nach Chile und zurück kollidierte sie unter dem Kommando von Kapitän Heinrich Horn am 28. November 1913 schuldlos südwestlich der Scilly-Inseln im Atlantik auf Position 47° 20′ N, 8° 6′ W (ca. 300 Seemeilen westlich von Nantes) auf der Reise nach Valparaíso mit dem 2.613-BRT-Dampfer Boulama der Elder-Linie (Elder Dempster & Co. / African Steam Ship Co.) und sank nach etwa 20 Minuten. Die 33-köpfige Mannschaft konnte vom Dampfer gerettet und nach Liverpool gebracht werden. Außer der Pitlochry  verlor die Reederei Laeisz von ihren Vier- und Fünfmastern nur die Preußen 1910, die Pangani 1913 (30 Tote) und die Petschili 1919, keine davon durch eigene Schuld. Damit waren die „Flying P-Liners“ deutlich zuverlässiger als andere Segelschiffe ihrer Zeit.

## Schiffsdaten
- Konstruktion: Stahlrumpf als Dreiinselschiff; Untermasten und Marsstenge ein Stück, Bramstenge
- Rigg: Standardrigg Viermastbark: doppelte Mars- und Bramrahen, Royalrahen, Besanmast als Pfahlmast mit 2 Gaffeln
- Kiellegung: März 1894
- Stapellauf: 14. September 1894
- Jungfernfahrt: Dezember 1894 nach Valparaíso
- Anzahl der Decks: ein durchgehendes Stahldeck, dazu Poop mit Hochdeck (Mittschiffsinsel) und Back; oberstes Deck mit Teakholz
- Mastfolge: Fockmast, Großmast, Kreuzmast und Besanmast
- Unterscheidungssignal: RKCM
- Bauwerft: Alexander Stephen and Sons, Dundee, Baunummer 96
- Reederei: F. Laeisz, Hamburg
- weitere Reedereien: --
- Heimathafen: Hamburg
- weitere Namen: --
- Galionsfigur: keine, Krulle (Volute)
- Länge über alles (Lüa): 115,37 m [378,5 ft]
- Rumpflänge (Galion-Heck): 104,7 m [343,5 ft]
- Länge auf Deck: 97,34 m [319,5 ft]
- Länge zwischen den Loten (LzL, LPP): 93,8 m
- Breite: 13,78 m [45,2 ft]
- Raumtiefe: 8,07 m [26,5 ft]
- Seitenhöhe: 8,54 m
- Tiefgang: 7,14 m
- Vermessung: 3.111 BRT, 2.972 NRT; 3.088 BRT/2.904 NRT nach A. Stephen & Sons/F. Laeisz (alte Vermessung)
- Verdrängung: ~6.530 t (Schiffsmasse ~1.800 t und Ladung ~4.730 t) mit 500 t Wasserballast
- Ladekapazität/Tragfähigkeit: 4.724 t/4.650 ts (1 ton = 1,016 t)
- Segelfläche: 4.300 m² [46,285 sq ft] (34 Segel: 18 Rahsegel, 3 Besane, 13 Stagsegel)
- Masthöhe: 58 m (Flaggenknopf – Kiel); 52 m (Flaggenknopf – Deck); 54 m über Wasserlinie
- Hilfsmaschine: keine
- Baukosten: 610.000 Mark
- Klassifikation: Lloyd’s +100A
- Erster Schiffsführer: Robert Hilgendorf (1894–1895, nur Jungfernfahrt und Rückreise)
- weitere Kapitäne: Georg Robert Schlüter (1896–1902), Hinrich Nissen (1902–1903), Carl Victor Jessen (1903–1907), H. Reimers (1907–1908), Robert Miethe (1908–1912), Heinrich Horn (1913)
- Besatzung: 33 Mann (Kapitän, 3 Offiziere, 29 Seeleute)
- Höchstgeschwindigkeit: 18 kn
- Bestes Etmal: 371 sm
- Besonderheit: Rekordreise Kanal-Valparaíso 1902 in 58 Tagen